# Tom Leeb
Tom Leeb (Párizs, 1989. március 21. –) francia humorista, színész, énekes és dalszerző. Ő képviselte volna Franciaországot a 2020-as Eurovíziós Dalfesztiválon The Best in Me című dalával Rotterdamban.

## Magánélete
Tom Párizsban született. Édesapja a humorista Michel Leeb, édesanyja pedig az író, Beatrice Malicet. Ő a legfiatalabb családjában, testvérei - Fanny (1986-ban) és Elsa (1988-ban) - után utolsóként született.

## Színészi karrierje
Öt éven át New Yorkban vett leckéket színházakban, mozikban és tánczenei iskolába járt.
2013-ban a francia eredetű Szerelmek Saint Tropez-ban című szappanoperában játszott, majd a Section de recherches-ben. 2014-ben apjával a Madame Doubtfire színházi darabban tűnt fel, majd az Avis de mistral című filmben. Ugyanebben az évben alakított Kevin Levyvel egy stand-up comedy műsort Kevin és Tom néven.

## Zenei karrierje
2018-ban jelent meg először zenészként és énekesként, mikor kiadta az első kislemezét Are We Too Late címmel. Egy hónapra rá jelent meg második kislemeze Go On címen. Ugyanebben az évben kiadta első stúdióalbumát, amely a saját nevét viseli. 2019-ben Sun címmel kiadott egy újabb dalt, míg később megjelent második stúdióalbuma Recollection címmel.
2020. január 14-én vált hivatalossá, hogy ő képviselte volna Franciaországot a koronavírus-járvány miatt elmaradt Eurovíziós Dalfesztivál döntőjében májusban. Versenydalát február 16-án mutatták be, amely a The Best in Me címet viseli.

## Televízió
- 2013 - 2014  : Sous le soleil de Saint-Tropez  : Tom Drancourt (seasons 1 and 2)
- 2014  : Section de recherches  : David Bréand (season 8, episode 9 : Cyrano )
- 2018  : Nina  : Anto (season 4, episode 4 : D'abord ne pas nuire )
- 2020 : “Infidèle” Saison 2 TF1 - Gabriel
- 2021 : “Plan B” saison 1 TF1 - Manu

## Mozi
- 2013  : Paroles by Véronique Mucret Rouveyrollis
- 2014  : My Summer in Provence (French : Avis de mistral) by Rose Bosch : Tiago
- 2017  : Jour-J by Reem Kherici : Gabriel
- 2017  : Overdrive by Antonio Negret : the American tourist n°2
- 2017  : Mon poussin by Frédéric Forestier : Romain
- 2017  : Papillon by Michael Noer : lawyer Dega
- 2017  : The New Adventures of Cinderella (French : Les Nouvelles Aventures de Cendrillon) by Lionel Steketee : the dwarf Relou
- 2019  : Edmond by Alexis Michalik : Leo Volny
- 2020  : C'est la vie of Julien Rambaldi : Jérôme
- 2021  : Pourris gâtés by Nicolas Cuche
- 2021 : 8, Rue de L’Humanité by Dany Boon - Sam (Netflix)
- 2021 : Pierre & Jeanne by Clémentine Célarié - Paul (Guy de Maupassant regénye alapján)

## Diszkográfia

### Stúdióalbumok
- Tom Leeb (2018)
- Recollection (2019)
- Silver lining (2020)

### Kislemezek
- We Are Too Late (2018)
- Go On (2018)
- Sun (2019)
- The Best in Me (2020)

## Elérhetőségei
- 🅦 Weboldal Archiválva 2021. december 26-i dátummal a Wayback Machine-ben